# Station Achiet
Station Achiet is een spoorwegstation in de Franse gemeente Achiet-le-Grand.